# Příbram III
Příbram III je část města Příbram v okrese Příbram ve Středočeském kraji. Je zde evidováno 463 adres. V roce 2011 zde trvale žilo 3721 obyvatel.
Příbram III leží v katastrálním území Příbram o výměře 14,33 km².
Příbram III zahrnuje území jižně od centra města, na pravém (východním) břehu Příbramského potoka. Při Milínské ulici (silnice I/66) začíná za náměstím Arnošta z Pardubic a pokračuje až k místní části Brod. Zahrnuje sídelní jednotky U Příbramského potoka (včetně Čekalíkovského rybníka) a Pod Svatou Horou (včetně Komenského náměstí) a Hájek (včetně chatových osad směrem k Brodu).

## Historie
Příbram III vznikla k 1. lednu 1980 jako část města Příbram ve stejnojmenném okrese.

## Obyvatelstvo
| Rok            | 1869 | 1880 | 1890 | 1900 | 1910 | 1921 | 1930 | 1950 | 1961 | 1970  | 1980  | 1991  | 2001  | 2011  | 2021  |
| -------------- | ---- | ---- | ---- | ---- | ---- | ---- | ---- | ---- | ---- | ----- | ----- | ----- | ----- | ----- | ----- |
| Počet obyvatel | 0    | 0    | 0    | 0    | 0    | 0    | 0    | 0    | 0    | 2 685 | 4 695 | 4 333 | 4 058 | 3 721 | 3 486 |
| Počet domů     | 0    | 0    | 0    | 0    | 0    | 0    | 0    | 0    | 0    | 525   | 384   | 416   | 415   | 429   | 491   |

## Místní části
Při Milínské ulici se nalézá Sídliště Ryneček, postavené v sedmdesátých letech minulé století. Dříve zde bývalo náměstí s barokními domy. Dále se zde nachází luxusnější čtvrť s rodinnými domy „Svatohorská alej“. Na konci Milínské ulice se pomalu rozrůstá moderní čtvrť Příbram-Barandov. Zde se nalézají rodinné domy a moderní vily.

## MHD
V Milínské ulici se vyskytují celkem čtyři zastávky MHD na oba směry. Jezdí zde linky 1,A,B,C, 3A,B,C, 10A,B. a 19A,B. Dále zde jezdí linka SID směr Dolní Hbity.